# UCI-Mountainbike-Weltcup 1992
Beim UCI-Mountainbike-Weltcup 1992 wurden durch die Union Cycliste Internationale Weltcup-Sieger im Cross-Country ermittelt.
Es fanden Wettbewerbe im Cross-Country XCO statt, die an zehn unterschiedlichen Weltcup-Stationen in Europa und Nordamerika ausgetragen wurden.

## Cross-Country

### Frauen Elite
| Rnd | Datum        | Ort              | Erste            | Zweite           | Dritte           |
| --- | ------------ | ---------------- | ---------------- | ---------------- | ---------------- |
| 1   | 26. April    | Houffalize       | Alison Sydor     | Susi Buchwieser  | Juli Furtado     |
| 2   | 30. April    | Landgraaf        | Ruthie Matthes   | Alison Sydor     | Susi Buchwieser  |
| 3   | 4. Mai       | Strathpeffer     | Susi Buchwieser  | Ruthie Matthes   | Eva Orvošová     |
| 4   | 10. Mai      | Klosters         | Alison Sydor     | Juli Furtado     | Chantal Daucourt |
| 5   | 6. Juni      | Hunter Mountain  | Chantal Daucourt | Juli Furtado     | Tammy Jacques    |
| 6   | 20. Juni     | Mont Sainte-Anne | Juli Furtado     | Ruthie Matthes   | Susan DeMattei   |
| 7   | 28. Juni     | Mount Snow       | Chantal Daucourt | Ruthie Matthes   | Sara Ballantyne  |
| 8   | 26. Juli     | Mammoth Lakes    | Juli Furtado     | Susan DeMattei   | Ruthie Matthes   |
| 9   | 21. August   | Kirchzarten      | Silvia Fürst     | Chantal Daucourt | Eva Orvošová     |
| 10  | 6. September | Vail             | Ruthie Matthes   | Juli Furtado     | Sara Ballantyne  |

Gesamtwertung
| Platz | Name             | Punkte |
| ----- | ---------------- | ------ |
| 1.    | Ruthie Matthes   |        |
| 2.    | Juli Furtado     |        |
| 3.    | Chantal Daucourt |        |

### Männer Elite
| Rnd | Datum        | Ort              | Erster              | Zweiter             | Dritter            |
| --- | ------------ | ---------------- | ------------------- | ------------------- | ------------------ |
| 1   | 26. April    | Houffalize       | John Tomac          | Ned Overend         | Daryl Price        |
| 2   | 30. April    | Landgraaf        | Thomas Frischknecht | John Tomac          | Peter Hric         |
| 3   | 4. Mai       | Strathpeffer     | Thomas Frischknecht | John Tomac          | David Baker        |
| 4   | 10. Mai      | Klosters         | John Tomac          | Tim Gould           | Barrie Clarke      |
| 5   | 6. Juni      | Hunter Mountain  | Don Myrah           | Thomas Frischknecht | Mike Kloser        |
| 6   | 20. Juni     | Mont Sainte-Anne | Thomas Frischknecht | Daryl Price         | Gerhard Zadrobilek |
| 7   | 28. Juni     | Mount Snow       | Thomas Frischknecht | John Tomac          | Gerhard Zadrobilek |
| 8   | 26. Juli     | Mammoth Lakes    | Ned Overend         | John Tomac          | Rishi Grewal       |
| 9   | 21. August   | Kirchzarten      | Gerhard Zadrobilek  | Henrik Djernis      | Erich Übelhardt    |
| 10  | 6. September | Vail             | Ned Overend         | Daryl Price         | David Juarez       |

Gesamtwertung
| Platz | Name                | Punkte |
| ----- | ------------------- | ------ |
| 1.    | Thomas Frischknecht |        |
| 2.    | John Tomac          |        |
| 3.    | Ned Overend         |        |